# Enrico Pelella
Enrico Pelella (Napoli, 30 ottobre 1942 – Portici, 15 settembre 2010) è stato un politico italiano.

## Biografia
Laureato in chimica e successivamente in medicina e chirurgia all'università Federico II di Napoli, si iscrive in giovane età al Partito Socialista di Unità Proletaria. Successivamente al partito Comunista Italiano (PCI), ricoprendo la carica di consigliere comunale della città di Portici. Aderisce alla nascita del Partito Democratico della Sinistra e viene eletto al Senato dalla XI alla XIII legislatura